# Igor Angelovski
Igor Angelovski (makedonska: Игор Ангеловски), född 2 juni 1976 i Skopje, är en nordmakedonsk fotbollstränare och tidigare spelare. Han är sedan 2022 tränare i kroatiska Gorica. Angelovski var mellan 2015 och 2021 förbundskapten i Nordmakedoniens landslag.

## Spelarkarriär
Angelovski spelade 19 matcher och gjorde tre mål för Publikum Celje under 1999 i Prva slovenska nogometna liga.

## Tränarkarriär
I oktober 2015 blev Angelovski utsedd till ny förbundskapten i Nordmakedoniens landslag. Han ledde Nordmakedonien till Europamästerskapet 2020, vilket var första gången de kvalificerat sig för mästerskapet. I juni 2021 meddelade Angelovski att han avgick som förbundskapten.
Den 27 augusti 2022 anställdes Angelovski som ny huvudtränare i kroatiska Gorica.